# Eric Hammarström
Eric Hammarström, född 11 maj 1750 i Stora Tuna församling, död 21 maj 1813 i Ljusnarsbergs församling, var en svensk präst och författare. 
Hammarström var son till klockaren Eric Hammarström och hans andra hustru Anna Andersdotter. Hammarström prästvigdes 5 juli 1774. Därefter var han ett år adjunkt i Lima församling, en kortare tid i Torsångs församling och kom 1776 till Falun som ordinarie adjunkt med lön av församlingen 1784. Han var predikant vid gruvan och för fångarna i länsfängelset. Han var komminister för stads- och landsförsamlingen i Falun 2 september 1787 och kyrkoherde i Ljusnarsbergs församling 17 april 1798 med tillträde år 1800. Efter långvarig och smärtsam sjukdom avled han 21 maj 1813 och begravdes 13 juni 1813.
Han är känd genom sitt verk Äldre och  nyare märkwärdigheter wid Stora Kopparberget, 1–4 (1789–92), som innehåller stora materialsamlingar. Verket är viktigt bland annat genom noggranna beskrivningar av kyrkorna i Falun samt utförliga biografiska uppgifter om präster, lärare och kyrkvärdar.
Hammarström var gift 17 juni 1779 med Sara Margareta Todenius, född 23 januari 1754 och död 6 november 1821, dotter till inspektoren på Mattsbo bruk L. Todenius,  